# Dix Hommes pour l'enfer
Pour plus de détails, voir Fiche technique et Distribution.
Dix Hommes pour l'enfer (Target Zero) est un film américain réalisé par Harmon Jones et sorti en 1955

## Synopsis
Lors d’une retraite pendant la guerre de Corée, une travailleuse humanitaire des Nations Unies Ann Galloway est légèrement blessée tandis que son assistante coréenne est tuée après que leur voiture a subi des tirs d’obus. Alors que les forces communistes reprennent la région, elle est secourue par l’équipage britannique d’un char M4A3E8 Sherman de l’armée américaine. Ils sont ensuite retrouvés par une patrouille américaine dirigée par le lieutenant Tom Flagler. Se retrouvant derrière les lignes ennemies, ils tentent de rejoindre une compagnie amie sur une colline proéminente qu’elle occupe. En chemin, ils rencontrent deux soldats et leur attelage de mortiers.
Le sergent britannique nommé Kensemmit en veut aux soldats américains parce que l’un d’eux a abusé de sa sœur en Angleterre, étant particulièrement méprisant envers Flagler. Lorsque l’escouade retourne sur leur position, Tom découvre que la compagnie a été massacrée et que leur position dans la ligne est laissée ouverte. Cependant, ayant reçu l’ordre de tenir la ligne jusqu’à l’arrivée des secours, ils fortifient la zone et se voient promettre un soutien aérien et naval. Ils sont prêts lorsque les troupes communistes gravissent la colline et ouvrent le feu, leur tendant une embuscade à bout portant. L'l’ennemi est arrêter avec l’aide de chasseurs F-80 Shooting Star de l’Air Force et d’un cuirassé de la Navy tirant ses canons de 16 pouces depuis les eaux côtières à 20 miles de distance. 
Flagler et Kensemmit finissent par se réconcilier, se rendant tous deux compte qu’Ann représente le genre de chose pour laquelle ils se sont battus toute leur vie.

## Fiche technique
- Titre : Dix Hommes pour l'enfer
- Titre original : Target Zero
- Réalisation : Harmon Jones
- Scénario : James Warner Bellah, Sam Rolfe
- Musique : David Buttolph
- Direction artistique : Leo K.Kuter
- Décors : G.W. Berntsen
- Costumes : Moss Mabry
- Photographie : Edwin DuPar
- Montage : Clarence Kolster
- Production : David Weisbart
- Société(s) de production : Warner Bros
- Langue originale : anglais
- Format : noir et blanc
- Genre : guerre
- Durée : 92 minutes
- Dates de sortie :
  - États-Unis : 15 novembre 1955
  - France : 27 juillet 1962
- Classification (facult.)

## Distribution
- Richard Conte : Lt Tom Flager
- Peggie Castle : Ann Galloway
- Charles Bronson : Sgt Vince Gaspari
- Richard Stapley : Sgt David Kensemmit
- L.Q. Jones : Pvt Felix O'hara
- Chuck Connors : Pvt Moose